# نبيل درار
نبيل درار وهو لاعب كرة قدم مغربي في مركز الظهير الأيمن ولد في يوم 25 فبراير 1986 في مدينة الدار البيضاء في المغرب يلعب حاليا مع نادي قاسم باشا التركي.

## نشأته وحياته
ولد درار في مدينة الدار البيضاء بالمغرب لأسرة فقيرة حيث توفي والده عندما كان عمره سنة واحدة فقط. لتظطر والدته للعمل في التنظيف بغية تعليم أبنائها الإحدى عشر (7 أولاد و 4 فتيات) بمفردها. ثم بمساعدة أشقائه بعد ذلك. نشأ درار في خضم طفولة صعبة، حيث كشف في مقابلة له أنه كان يكره ويتهرب من المدرسة والامتحانات إبان طفولته. وعلى الرغم من ذلك، استطاع الحصول على شهادة في ميكانيكا السيارات لمدة عامين.
درار مسلم، ويعد صديقا مقربا لزميله في الفريق مبارك بوصوفة.
في سبتمبر 2012، تم تغريم درار وسحب رخصته لمدة خمسة عشر يومًا بعد أن أوقف سيارته في مسار الدراجات قبل مغادرته إلى نادي موناكو.

## حياته الشخصية
في عام 2011 تزوج درار من هند امرأة مغربية وأصبح أبا لفتاة تدعى ليانا في عام 2012 مما أدى به إلى إلغاء التزامه الدولي بالمغرب.

## جوائز وتكريمات

### مع الأندية
موناكو
- الدوري الفرنسي الدرجة الأولى : 2017
- الدوري الفرنسي الدرجة الثانية : 2013
- دوري أبطال أوروبا نصف النهائي : 2017

 كلوب بروج
- الدوري البلجيكي: 2021

### مع المنتخب
- التأهل لكأس العالم 2018 بعد 20 سنة من الغياب[11]

### ألقاب فردية
- لاعب الموسم في نادي موناكو : 2017

## روابط خارجية
- نبيل درار على موقع الاتحاد الدولي (مؤرشف)  (الإنجليزية)
- نبيل درار على موقع اتحاد تركيا (لاعب) (الإنجليزية)
- نبيل درار على موقع قاعدة بيانات كرة القدم.إي يو (الإنجليزية)
- نبيل درار على موقع ليكيب (الفرنسية)
- نبيل درار على موقع ناشيونال فوتبول تيمز (الإنجليزية)
- نبيل درار على موقع Soccerway.com (الإنجليزية)
- نبيل درار على موقع عالم كرة القدم.نت (الإنجليزية)
- نبيل درار على موقع AS.com (الإسبانية)